# René Luguet
Pour les articles homonymes, voir Luguet.
 (octobre 2019).
Si vous disposez d'ouvrages ou d'articles de référence ou si vous connaissez des sites web de qualité traitant du thème abordé ici, merci de compléter l'article en donnant les références utiles à sa vérifiabilité et en les liant à la section « Notes et références ».
René Luguet est un comédien et un chansonnier français né le 1er février 1813 à Paris et mort le 26 mars 1904 à Neuilly-sur-Seine.
On lui prête l'invention du javanais, argot typiquement parisien[réf. nécessaire].

## Biographie

### Jeunesse
De son vrai nom Alexandre Dominique Esprit Bénéfand, il est le fils de la danseuse Thérèse Joséphine Sextidi Bénéfand (1794-1862), fille de Catherine Dacy dite La Malaga (1772-1852), danseuse de la troupe des Grands Danseurs du Roi, et sœur de Jeanne-Françoise-Catherine Bénéfand dite Mademoiselle Malaga (1786-1852).
De père inconnu, il est élevé par le mari de sa mère, Michel-François Alliouz-Luguet dit Michel Luguet (1787-1852) dont il adopte le pseudonyme. Parmi ses demi-frères et sœurs, plusieurs feront carrière au théâtre dont Marie Laurent (1825-1904).

### Mort
René Luguet meurt le 26 mars 1904 au sein de la Fondation Galignani au no 89, boulevard Bineau à Neuilly-sur-Seine.

### Vie privée
Amant de l'actrice Marie Dorval (1798-1849), il épouse ensuite une des filles de celle-ci, Philippine Caroline Allan dite Dorval (1821-1871), née d'une relation de l'actrice avec le compositeur Alexandre Piccinni (1779-1850).

## Théâtre

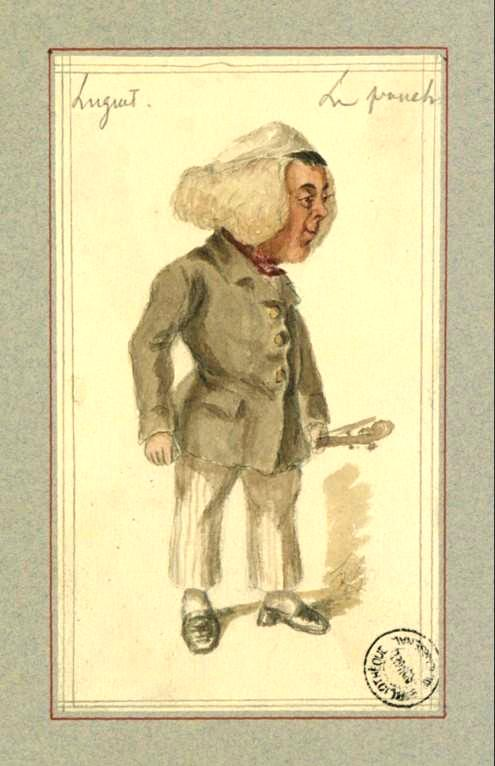
René Luguet par Lhéritier dans Le Punch Grassot (1858).

- 1845 : Les Pommes de terre malades, revue en trois actes de Clairville et Dumanoir, théâtre du Palais-Royal (20 décembre) : Djalma / Froufrou
- 1847 : Henriette et Charlot, vaudeville en un acte de Xavier et Varin, créé au théâtre Montansier (17 mai)
- 1848 : La propriété, c'est le vol, « folie-socialiste » en trois actes et sept tableaux de Clairville et J. Cordier, théâtre du Vaudeville (28 novembre)
- 1849 : Malbranchu greffier au plumitif, comédie-vaudeville en deux actes de Xavier, Duvert et Lauzanne, théâtre du Vaudeville (14 novembre)
- 1849 : La Fin d'une République ou Haïti en 1849, à-propos-vaudeville en un acte de Duvert et Lauzanne, théâtre du Vaudeville (18 décembre)
- 1850 : Les Sociétés secrètes, « folie-vaudeville en cinq petits actes » de Xavier, L. Couailhac et Bourdois, théâtre du Vaudeville (29 juin)
- 1855 : Le Roman chez la portière, folie-vaudeville en un acte de J. Gabriel et Henry Monnier, théâtre du Palais-Royal (10 février)
- 1857 : Un gendre en surveillance d'Eugène Labiche et Marc-Michel, théâtre du Gymnase
- 1858 : Le Punch Grassot, vaudeville de Grangé et Delacour, théâtre du Palais-Royal (2 octobre)
- 1864 : Les Femmes sérieuses de Paul Siraudin, Alfred Delacour et Ernest Blum, théâtre du Palais-Royal

## Écrits et chansons
- Les Cinquante Louis du baron Taylor, à l'occasion de la fête de M. le baron Taylor, impr. de Jules-Juteau, 1841
- Les Sœurs de France, 1874
- Ma médaille d'or…, impr. de Jules-Juteau, 1869
- Légende de l'Île aux loups, dédiée à MM. Canivet, 1875
- Vers dits par M. René Luguet au dîner du Vaudeville le 3 février 1881